# Бряхимов
Бряхимов — город волжских булгар, упоминаемый под 1164 годом в Радзивилловской летописи. В этом году его захватил владимирский великий князь Андрей Боголюбский, который ходил на волжских булгар вместе с муромским князем Юрием Владимировичем. Высказывались различные предположения о местонахождении Бряхимова. Татищев считал, что он находился на правом берегу Волги на месте нынешнего Васильсурска. Некоторые историки связывают Бряхимов с Булгаром, а его название с русским прочтением мусульманского имени Ибрагим. Ряд источников полагает, что Бряхимов мог располагаться на берегу Камы.
У Александра Островского Бряхимовом называется город на Волге, в котором разворачиваются действия пьес «Бесприданница» и «Красавец мужчина».